# عماد البرغوثي
عماد البرغوثي (30 أبريل 1962 – ) أستاذ فيزياء الفضاء فلسطيني في جامعة القدس من بلدة بيت ريما شمال محافظة رام الله والبيرة. حاصل على المرتبة الثانية في جائزة فلسطين الدولية للتميز والإبداع عن نموذج له في فيزياء الفضاء. 

## النشأة والتحصيل العلمي
وُلد عماد أحمد حامد البرغوثي عام 1962. حصل على الثانوية العامة عام 1980 من مدرسة سيدة البشارة للروم الكاثوليك. وعلى درجة البكالوريوس عام 1985م من كلية العلوم قسم الفيزياء من الجامعة الأردنية. وعلى درجة الماجستير عام 1988 في الفيزياء النووية من الجامعة الأردنية، وعلى درجة الدكتوراه عام 1994 في فيزياء علوم الفضاء من جامعة ولاية يوتا الرسمية في الولايات المتحدة الأمريكية.
وعمل لفترة قصيرة في وكالة ناسا الفضائية.

## الاعتقال
في 16 يوليو 2020، اُعتقل البرغوثي على حاجز إسرائيلي بالقرب من بلدة عناتا في محافظة القدس أثناء توجهه إلى منزله. لم يتم توجيه أي تهمة إليه في ذلك الوقت، ولكنه عُرض على جلسة استماع في 23 يوليو 2020. في 2 أغسطس 2020، مثل أمام محكمة، ووجهت له لائحة اتهام حول التحريض ودعم المنظمات المعادية لإسرائيل. ورد في إحدى عناصر لائحة الاتهام بأن البرغوثي أشاد بأحد أفراد عائلته على صلة بعملية المقاومة الفلسطينية بتفجير مطعم سبارو.
في 10 أغسطس 2020، نشر رسالة يطلب فيها الإفراج عنه، حتى يتمكن من التدريس عبر الإنترنت والاستمرار في الإشراف على طلاب الدراسات العليا في العام الدراسي الذي يبدأ في سبتمبر 2020. حكم رئيس المحكمة الإسرائيلية بالإفراج عنه بكفالة في 2 سبتمبر 2020. قبل ساعات من إطلاق سراحه المقرر، وضعه القائد العسكري الإسرائيلي في الضفة الغربية تحت نظام الاعتقال الإداري لمدة أربعة أشهر، ثم مدد هذا الاعتقال أربعة أشهر، ثم أربعة أشهر أخرى.